# … unterm Holderbusch
… unterm Holderbusch (Originaltitel: Here We Go Round the Mulberry Bush) ist ein britischer Spielfilm des Regisseurs Clive Donner aus dem Jahr 1967 mit Barry Evans und Judy Geeson in den Hauptrollen. Das Drehbuch stammt von Hunter Davies und Larry Kramer. Es basiert auf einer Erzählung von Hunter Davis, die unter dem Titel „... sitzen unterm Holderbusch“ erschien. In seinem Heimatland kam der Streifen das erste Mal im Januar 1968 in die Kinos. In der Bundesrepublik Deutschland hatte er seine Premiere am 2. August 1968.

## Handlung
Der 17-jährige Jamie hat gewisse Schwierigkeiten, die einerseits natürlich, andererseits aber katastrophal sind: es fehlt ihm der „gewisse Kniff“, mit Mädchen zusammenzukommen, obwohl er nett, frisch, intelligent und gutaussehend ist. Die Minidamen seiner Bekanntschaft mögen ihn zwar offensichtlich, aber wenn es darum geht, so eine „Biene abzuschleppen“, hat er das Nachsehen.
In dem Film wird deutlich, dass Jamies Problem eigentlich gar keines ist; denn nach den ersten dummen Fehlschlägen kommt der Junge so gut ins Geschäft, dass er sich verdrossen fragt, wo denn wohl noch seine Träume Platz haben, bei so viel Willigkeit der Mädchen, und er wirft ein sinnendes Auge auf die leicht prüde Claire, die ihm dauerhaftere Freuden zu versprechen scheint. Nachdem er auch bei ihr eine Enttäuschung erlebt hat, konzentriert er sich wieder auf seine Ausbildung.

## Kritik
Das Lexikon des internationalen Films hat keine gute Meinung von dem Streifen: „Glatt gefertigtes Industrieprodukt, das weder durchgehend amüsant unterhält, noch als Spiegelbild jugendlichen Verhaltens ernstgenommen werden kann.“
Die Onlineausgabe schreibt darüber hinaus: „Als Spiegelbild jugendlichen Verhaltens der späten 60er Jahre verharrt der Film freilich eher an der Oberfläche.“ Die „mit Popmusik der damaligen Zeit gagreich und relativ flott entwickelte Sex-Satire“ biete „heiter-ironische Situationskomik“ und sei weitgehend unterhaltsam.
Im Gegensatz dazu kommt der Evangelische Filmbeobachter zu einem ganz anderen Urteil: „Eigentlich ein ganz frivoles Stückchen Film, mit einer allzu biederen ‚Moral‘, die wir zwar nicht beklagen wollen, die aber angehängt erscheint. Der Film ist bunt, poppig, von ansprechender Leichtigkeit, auch in den saloppen Dialogen, und von den natürlichen Jungdarstellern angenehm lässig dargestellt. Amüsant anzuschauen wegen seiner freundlich übergagten Selbstdarstellung der Sexprobleme Heranwachsender.“
Cinema urteilte: „Nette Sex-Farce […], aber die Hunter-Davies-Vorlage ist bissiger.“

## Musik
Der englische Filmtitel bezieht sich auf den eponymen Titel eines traditionellen Kinderliedes (etwa „So tanzen wir um den Maulbeerenstrauch“).
Der Titelsong Here we go round the Mulberry Bush der Spencer David Group entwickelte sich zu einem Hit für die Gruppe Traffic.